# Anna Javorková
Anna Javorková (* 8. října 1952 Ružomberok) je slovenská herečka. Vystudovala herectví na VŠMU v Bratislavě. Jako studentka působila na scéně Slovenského národního divadla, ve kterém působí i v současnosti. Pedagogicky působí na církevního konzervatoři v Bratislavě. Je výraznou představitelkou dramatických postav a charakterově náročných úkolů.

## Filmografie
- 1974: Škriatok
- 1975: Karol Ketzer
- 1976: Páva
- 1976: Jeden stříbrný
- 1977: Súkromá vojna
- 1977: Skrat
- 1977: Odvážny Stepan
- 1977: Jedenáste prikázanie
- 1977: Druhá láska
- 1977: Ako sa Vinco zaťal
- 1978: Zbojnícky tanec
- 1978: Večera
- 1978: Buky podpolianske
- 1979: Zlatý zmok
- 1979: A pobežím až na kraj sveta
- 1980: Na skle maľované
- 1980: Hodiny
- 1980: Balladyna
- 1981: Súdim ťa láskou
- 1981: Pasca
- 1981: Môj otec
- 1981: Maškaráda
- 1981: Hra bez lásky
- 1983: Lekár umierajúceho času
- 1984: Zločin Arthura Savilla
- 1984: Vzbúrené mesto
- 1984: Rozprávky pätnástich sestier
- 1984: Konečne bude mier
- 1985: Hluchý muž na hranici
- 1986: Staccato
- 1986: Kucapaca alebo Obnovenie poriadku
- 1986: Chlapec do náručia
- 1986: Don Carlos
- 1986: Ako Juliana zachraňovala hádankovú ríšu
- 1988: Vianoce Adama Boronču
- 1988: Portrét Doriana Graya
- 1988: Nemožná
- 1988: Adolf Eichmann
- 1989: Právo na minulosť
- 1989: Pani Berta Garlanová
- 1990: O popletenej víle
- 1992: Zrkadlo
- 1992: Putá osudu
- 1993: Posledný coctail
- 1993: Kráľ umiera
- 1994: Gendúrovci
- 1996: Starožitné zrkadlo
- 1997: Blúznenie srdca a rozumu
- 1999: Škovránok
- 1999: Prstene pre dámu
- 1999: Fiaker číslo 21
- 2003: Jesenná (zato) silná láska
- 2004: Tajné sny
- 2009–2010: Odsúdené
- 2009: Chuť leta
- 2010: Nesmrteľní – Kvety a Lucia
- 2011: Druhý dych
- 2012: Horúca krv
- 2014: Doktori
- 2015: Divoké kone
- 2018: Vlci
- 2019: Čarovný kamienok